# John Sheridan
John Joseph Sheridan (* 1. Oktober 1964 in Stretford, Trafford) ist ein irischer Fußballtrainer und ehemaliger Fußballspieler. Er spielte von 1988 bis 1995 in der irischen Nationalmannschaft und war auf Vereinsebene u. a. bei Leeds United, Sheffield Wednesday und den Bolton Wanderers aktiv.

## Vereine

### Leeds United
John Sheridan verbrachte die Jugend in seinem Heimatverein Manchester City, wechselte aber bereits mit 17 Jahren zu Leeds United ohne ein Pflichtspiel für seinen Jugendverein zu absolvieren. Sein Debüt für Leeds feierte er am 20. November 1982 in einem Zweitligaspiel gegen den FC Middlesbrough. Sheridan erzielte im Laufe der Saison 1982/83 zwei Tore in 27 Ligaspielen, belegte mit Leeds den achten Platz und verblieb in der zweiten Liga. Seine beste Saison erlebte er für den Verein aus Leeds in der Saison 1986/87, als United den vierten Platz erreichte und zudem erst im Halbfinale des FA Cup mit 2:3 nach Verlängerung am späteren Titelträger Coventry City scheiterte. Sheridan erzielte in der Liga 15 Tore, doch auch er konnte nicht das Scheitern in der Play-off-Runde gegen Charlton Athletic verhindern. Nach zwei weiteren Jahren entschied er sich zu einem Vereinswechsel und ging für £650,000 zu Nottingham Forest.

### Sheffield Wednesday
Forest wurde seit 1975 sehr erfolgreich von Brian Clough trainiert und gehörte zu den Spitzenmannschaften der First Division. Sheridan kam in den ersten Monaten nur zu einem Einsatz im Ligapokal und wechselte bereits 3. November 1989 zu Sheffield Wednesday. Dort erwischte er einen denkbar schlechten Start und stieg in der Saison 1989/90 mit seinem neuen Verein in die zweite Liga ab. Die Mannschaft erholte sich jedoch schnell von diesem Rückschlag und schaffte den direkten Wiederaufstieg als Tabellendritter hinter Oldham Athletic und West Ham United. Zur Krönung dieser erfolgreichen Spielzeit gewannen die Owls den Titel Im League Cup 1990/91 durch einen 1:0-Sieg über Manchester United. John Sheridan gelang dabei der entscheidende Treffer gegen die Mannschaft von Alex Ferguson.
Vor Beginn der neuen Saison in der Football League First Division 1991/92 übernahm Trevor Francis den Trainerposten von Ron Atkinson, der künftig Aston Villa trainierte. Auch unter dem neuen Trainer absolvierte Wednesday eine sehr gute Saison und belegte den dritten Platz. Das Folgejahr führte auf den siebenten Platz und auch im UEFA-Pokal 1992/93 agierte der Verein mit dem Aus in der zweiten Runde nicht wie erhofft. Dafür gelang dem Team jeweils der Einzug ins Finale des FA Cup und des League Cup 1993. Beide Spiele gingen jedoch gegen den von George Graham trainierten FC Arsenal verloren. Nachdem er knapp drei Jahre später unter dem neuen Trainer David Pleat nicht wie erhofft berücksichtigt worden war, wechselte er zunächst kurzfristig auf Leihbasis zu Birmingham City und den Bolton Wanderers. Am 13. November 1996 ging er nach sechs erfolgreichen Jahren in Sheffield für £180,000 zum Zweitligisten Bolton Wanderers.

### Bolton Wanderers
Sheridan erreichte mit seiner neuen Mannschaft im Laufe der Saison 1996/97 souverän als Tabellenerster den Aufstieg in die Premier League. Dort verbrachte der Verein jedoch vorerst nur ein Jahr und stieg als Tabellendrittletzter wieder aus der Premier League 1997/98 ab. Nach einer kurzen Zeit beim unterklassigen Verein Doncaster Rovers, ging er 1998 zu Oldham Athletic. Dort spielte er noch bis 2004 in der dritten Liga, ehe er seine Spielerkarriere mit knapp 40 Jahren beendete.

### Irische Nationalmannschaft
John Sheridan bestritt zwischen 1988 und 1995 34 Länderspiele für die irische Fußballnationalmannschaft und erzielte dabei fünf Tore. Er stand im Kader der Nationalmannschaft für die Fußball-Europameisterschaft 1988 in Deutschland, kam dort jedoch nicht zum Einsatz. Besser lief es bei der Fußball-Weltmeisterschaft 1994 in den USA, als Sheridan in allen vier Spielen zum Einsatz kam. Zuvor war er bei der Fußball-Weltmeisterschaft 1990 in Italien zu einem Einsatz nach einer Einwechslung gekommen.

### Trainerlaufbahn
Nachdem er zwischenzeitlich schon als Spielertrainer ausgeholfen hatte, übernahm John Sheridan 2006 den Trainerposten bei Oldham Athletic. In der Saison 2006/07 erreichte er mit seinem Team den sechsten Tabellenplatz in der Football League One und verfehlte den Aufstieg in die zweite Liga erst in den Play-offs. Im März 2009 wurde er in Oldham entlassen, daraufhin übernahm er im Juni 2009 den Trainerposten beim Viertligisten FC Chesterfield. In seiner zweiten Saison führte er Chesterfield zur Meisterschaft in der Football League Two und schaffte den Aufstieg in die dritte Liga. Nach dem Abstieg aus der Football League One 2011/12 wurde Sheridan am 28. August 2012 entlassen.
Am 6. Januar 2013 wurde er als neuer Trainer des Viertligisten Plymouth Argyle vorgestellt. Nach einem zehnten Tabellenplatz in der ersten Spielzeit, führte Sheridan seine Mannschaft in der Saison 2014/15 als Tabellensiebenter in die Play-offs, scheiterte dort jedoch vorzeitig am Tabellenvierten Wycombe Wanderers. Am Ende der Spielzeit gab der Verein die Trennung vom Trainer im gegenseitigen Einverständnis bekannt.
Im Oktober 2015 übernahm John Sheridan den vakanten Trainerposten des Viertligisten AFC Newport County, den er jedoch bereits nach 3 Monaten wieder verließ, um Trainer seines ehemaligen Vereins Oldham Athletic zu werden.

## Titel (Erfolge)
- League-Cup-Sieger: 1991 (1:0 gegen Manchester United)
- League-Cup-Finalist: 1993 (1:2 gegen den FC Arsenal)
- FA-Cup-Finalist: 1993 (1:1 n. V. und 1:2 gegen den FC Arsenal)
- Zweitliga-Meister: 1997